# Рой, Лесли
Ле́сли Рой (англ. Lesley Roy; род. 1986) — певица и автор песен из Балбриггана, Ирландии. Представительница Ирландии на конкурсе песни Евровидение-2021. Первоначально она должна была представить страну на Евровидении-2020 в Роттердаме с песней «Story of My Life», но конкурс был отменён в связи с пандемией COVID-19. На конкурсе 2021 года она исполнила песню «Maps», но не сумела выйти в финал.
Рой была подписана на независимый ирландский лейбл, а в 2006 году подписала контракт с американским лейблом Jive Records. Она выпустила свой дебютный альбом Unbeautiful в 2008 году, исполнительным продюсером которого стал Карл Мартин.

## Unbeautiful (2008—2009)
Джефф Фенстер, A&R из Jive Records заметил работу Рой в HitQuarters, и согласился совместно финансировать проект первого альбома Рой. Дебютный альбом под названием Unbeautiful был выпущен 30 сентября 2008 года. Согласно Soundscan, было продано 45 000 копий альбома, а также скачано 350 000 его цифровых версий. Альбом достиг пика в чарте Billse Top Heatseekers под номером 5. Её первый сингл «I’m Gone, I’m Going» стал 48-й по популярности песней на радиостанциях Hot AC за неделю, закончившейся 24 июня 2008 года, затем вошёл в чарт № 36 в списке 40 лучших треков Billboard Hot Adult и № 61 в чарте Billboard Pop 100 Airplay. «I’m Gone, I’m Going» был основной темой для шоу MTV «Exiled» и был показан в эпизоде «The Hills». Рой появилась на FNMTV 18 июля 2008 года, чтобы выпустить видео трека. Её вторым синглом стал «Unbeautiful», заглавная песня с альбома. Он достиг максимума в чарте Pop 100 Airplay Billboard под номером 39, а также был показан в эпизоде The Hills. «Thinking Out Loud» также был показан в эпизоде The Hills. Песня «Slow Goodbye» была написана в соавторстве с Кэти Перри. Другие авторы песен, которые сотрудничали в «Unbeautiful» с Рой, стали — Макс Мартин, доктор Люк, Рами Якуб, Савана Котечу, Дезмонд Чайлд, Дэйв Ходжес, Эмануэль Кириаку, Кара Диогуарди, Грег Уэллс, Митч Аллен и Андреас Карлссон. В начале 2009 года Рой оказала поддержку в турне по 32 городам для американского идола и музыканта Дэвида Арчулета. В конце 2009 года Рой отдала дань своим ирландским корням, записав кавер U2 «Where the Streets Have No Names» для видеомонтажа, показанного в марафоне Нью-Йорка по всему миру.

## Написание песен (с 2010 года по настоящее время)
Под руководством Бенджамина Тишкера в Wide Eyed Entertainment Рой подписала контракт с издательством Rebel One Marc Jordan, а затем разместила три песни с артисткой Wal-Mart Эшлин Хафф для её альбома Let It Out, выпущенного 7 июня 2011 года. Работая над альбомом Хафф, Рой объединилась с некоторыми из самых больших талантов индустрии, включая The Writing Camp, Эрика Беллингера и Джеррода Беттиса. 13 апреля 2012 года голландская певица и автор песен, Мисс Монреаль, выпустила альбом «I Am Hunter», в котором Рой написала три песни, включая заглавный трек и сингл «I Am Hunter», который достиг № 28 в чарте Top 40 Голландии. Рой также стала соавтором продолжающихся синглов «Better When It Hurts» и «Everything». 15 мая 2012 года американский певец Адам Ламберт выпустил свой второй студийный альбом Trespassing, который дебютировал под номером один на американском чарте Billboard 200, отметив соавторство Рой над альбомом № 1 для трека «Pop That Lock» включённый вTrespassing. Затем она присоединилась к Дезмонду Чайлду, чтобы совместно написать «Rhinestone in the Rough» для альбома канадской певицы и автор песен Марли Скотт «Beautiful Maybe».

## Личная жизнь
Жената с 2010 года.

## Евровидение-2020
5 марта 2020 года RTE объявило, что Рой была выбрана, чтобы представлять Ирландию на конкурсе песни Евровидение-2020 с песней «Story of My Life».

## Дискография

### Альбомы
| Название    | Детали                                                        | Наивысшая позиция в чарте | Продажи (пороги продаж)                |
| Название    | Детали                                                        | US                        | Продажи (пороги продаж)                |
| ----------- | ------------------------------------------------------------- | ------------------------- | -------------------------------------- |
| Unbeautiful | - Дата выхода: 30 сентября 2008 г. - Лейбл: Jive - Формат: CD | 5                         | - 45 000 альбомов - 350 000 скачиваний |

### Синглы
| «I’m Gone, I’m Going»                                                 | 2008 | -   | 85 | -  | 48 | 28 | - | -  | -  | - | Unbeautiful       |
| «Unbeautiful»                                                         | 2008 | 114 | 53 | 31 | -  | 6  | 2 | 15 | 16 | 5 | Unbeautiful       |
| «Hang On»                                                             | 2016 | -   | -  | -  | -  | -  | - | -  | -  | - | Non-album singles |
| «Blood on Your Hands»                                                 | 2016 | -   | -  | -  | -  | -  | - | -  | -  | - | Non-album singles |
| «Free the Flame (Ember Moon)»                                         | 2016 | -   | -  | -  | -  | -  | - | -  | -  | - | Non-album singles |
| «Story of My Life»                                                    | 2020 | -   | -  | -  | -  | -  | - | -  | -  | - | Non-album singles |
| «Maps»                                                                | 2021 | -   | -  | -  | -  | -  | - | -  | -  | - |                   |
| «-» обозначает запись, которая не была намечена или не была выпущена. |      |     |    |    |    |    |   |    |    |   |                   |